# Чекарело (Падова)
Чекарело је насеље у Италији у округу Падова, региону Венето.
Према процени из 2011. у насељу је живело 78 становника. Насеље се налази на надморској висини од 21 м.